# Haverhill (Massachusetts)
Pour les articles homonymes, voir Haverhill.
Haverhill est une ville des États-Unis située dans le comté d'Essex au Massachusetts. Elle a été fondée en 1640. 
La ville s'étend sur 92,3 km2, comprenant 6 km2 d'eau (6,48 % de la surface totale).
Au recensement de 2000, la ville comptait 58 969 personnes, 22 976 foyers et 14 865 familles. 

## Personnalités liées à la ville
- Robert N. Anthony (1916-2006), théoricien des organisations américain ;
- Gerald Ashworth (1942-), champion olympique d'athlétisme ;
- Tom Bergeron, personnalité de la télévision ;
- John C. Chase, maire de la ville de 1898 à 1900 et premier maire socialiste aux États-Unis
- Edward Follansbee Noyes, ambassadeur des États-Unis en France (1877-1881) ;
- Duncan MacDougall (médecin) (c. 1866 - 1920), médecin américain qui chercha à mesurer le poids de l'âme ;
- Winfield Townley Scott (1910-1968), poète ;
- Rob Zombie (1966 - ), musicien et réalisateur de films d'horreur ;